# Hubert Kostka
Hubert Jerzy Kostka (født 27. maj 1940 i Racibórz, Polen) er en tidligere polsk fodboldspiller og -træner, der som målmand på Polens landshold vandt guld ved OL i 1972 i München. I alt nåede han at spille 33 kampe for landsholdet.
Kostka spillede på klubplan hele sin karriere i hjemlandet hos Górnik Zabrze. Efter sit karrierestop var han også i flere omgange træner for klubben.